# Thorsten Kingreen
Thorsten Kingreen (Aussprache: [kɪngreːn]; * 13. Mai 1965 in Bremen) ist ein deutscher Jurist. Er ist seit 2003 Inhaber des Lehrstuhls für Öffentliches Recht, Sozialrecht und Gesundheitsrecht an der Universität Regensburg.

## Leben
Kingreen wuchs in Hagen (Westf.) auf und studierte von 1986 bis 1992 Rechtswissenschaften an der Philipps-Universität Marburg und der Université de Genève. Die Erste Juristische Staatsprüfung bestand Kingreen 1992. Anschließend wurde er Wissenschaftlicher Mitarbeiter am Institut für Öffentliches Recht an der Juristischen Fakultät in Marburg bei Bodo Pieroth. Mit diesem wechselte er 1993 an die Westfälische Wilhelms-Universität nach Münster. Dort wurde Kingreen 1995 mit der Arbeit „Die verfassungsrechtliche Stellung der nichtehelichen Lebensgemeinschaft im Spannungsfeld zwischen Freiheits- und Gleichheitsrechten“ mit der Bestnote „summa cum laude“ zum Doktor der Rechte promoviert.
Der zweijährige juristische Vorbereitungsdienst im Bezirk des Oberlandesgerichts Düsseldorf und Stationen an der Deutschen Botschaft in Tel Aviv und dem Deutschen Vertretungsbüro für die Palästinensischen Gebiete in Jericho endete im Juni 1996 mit der Zweiten Juristischen Staatsprüfung.
Von 1996 bis 2002 war Kingreen Wissenschaftlicher Assistent von Bodo Pieroth am Institut für Öffentliches Recht und Politik an der Westfälischen Wilhelms-Universität Münster. Im Jahr 2001 hat ihn die Rechtswissenschaftliche Fakultät in Münster mit der Arbeit „Das Sozialstaatsprinzip im europäischen Verfassungsbund“ habilitiert. Er erhielt die Lehrbefugnis für Öffentliches Recht, Europarecht und Sozialrecht. Nach einem Ruf an die Universität Bielefeld im Jahr 2002 wechselte Kingreen im folgenden Jahr an die Universität Regensburg, wo er seitdem den Lehrstuhl für Öffentliches Recht, Sozialrecht und Gesundheitsrecht innehat. Einen Ruf an die Ludwig-Maximilians-Universität München (Nachfolge Hans-Jürgen Papier) lehnte er 2011 ab. Im akademischen Jahr 2014/15 war Kingreen Visiting Scholar an der University of California in Berkeley.
Kingreen wurde 2025 zum ordentlichen Mitglied der Bayerischen Akademie der Wissenschaften (Sektion II: Rechts-, Sozial- und Wirtschaftswissenschaften) gewählt. Er ist ferner u. a. Mitglied der Vereinigung der Deutschen Staatsrechtslehrer und von Borussia Dortmund.
Kingreen ist seit 1994 mit der Archäologin und Kunsthistorikerin Stephanie Dimas verheiratet. Das Paar hat drei Kinder. Kingreen ist evangelisch. Der Altorientalist Wolfram von Soden (1908–1996) war sein Großvater.

## Wissenschaftliche Schwerpunkte und Wirken
Kingreen befasst sich wissenschaftlich vor allem mit dem Verfassungsrecht sowie dem Sozial- und Gesundheitsrecht. Seit der 2013 erschienenen 29. Auflage verfasst er gemeinsam mit Ralf Poscher das von Bodo Pieroth und Bernhard Schlink begründete Lehrbuch Grundrechte – Staatsrecht II. Im Jahr darauf übernahmen Kingreen und Poscher auch die Autorenschaft des von Pieroth, Schlink und Michael Kniesel begründeten Lehrbuchs zum Polizei- und Ordnungsrecht. Kingreen ist zudem gemeinsam mit Ulrich Becker Herausgeber eines Standardkommentars zum Sozialgesetzbuch V und eines Handbuchs zum Infektionsschutzrecht gemeinsam mit Stefan Huster. Kingreen ist zudem Mitherausgeber zahlreicher Fachzeitschriften, u. a. der Ausbildungszeitschrift Juristische Ausbildung (seit 2014).
Kingreen war mehrfach Dekan und Prodekan der Fakultät für Rechtswissenschaft (2009–2013; 2023–2025) sowie Senator (2015–2023) und Universitätsrat (2015–2017; 2019–2021) der Universität Regensburg. Kingreens Vorlesungen an den Universitäten Bielefeld und Regensburg wurden mittlerweile elfmal (Stand 2024) als beste Lehrveranstaltungen des Semesters ausgezeichnet.
Kingreen war u. a. Prozessbevollmächtigter für die Fraktion von Bündnis 90/Die Grünen im Bayerischen Landtag im Verfahren gegen die Wiedererrichtung der Bayerischen Grenzpolizei vor dem Bayerischen Verfassungsgerichtshof, für Abgeordnete der SPD im Bayerischen Landtag gegen die 15-Kilometer-Regelung während der Corona-Pandemie, für die FDP-Bundestagsfraktion im Verfahren der Verfassungsbeschwerde gegen die Vorschriften des Vierten Bevölkerungsschutzgesetzes („Corona-Notbremse“) und für "Mehr Demokratie" im Verfahren gegen die 5%-Sperrklausel beim Bundesverfassungsgericht. Er ist zudem Prozessbevollmächtigter für die Bundestagsfraktionen der FDP, Bündnis 90/Die Grünen und Die Linke in einem Verfahren der abstrakten Normenkontrolle gegen Vorschriften des bayerischen Polizeiaufgabengesetzes.
Kingreen war Mitglied in mehreren Sachverständigen-Kommissionen, insbesondere der Wissenschaftlichen Kommission für ein modernes Vergütungssystem beim Bundesgesundheitsministerium für Gesundheit (2018–2019), der Kommission zur Evaluation des Infektionsschutzgesetzes (2021–2022) und der Regierungskommission für eine moderne und bedarfsgerechte Krankenhausversorgung (2022–2025). Er war und ist Mitglied mehrerer Schiedsämter und -stellen und fungiert regelmäßig als Schiedsperson im Bereich der gesetzlichen Krankenversicherung. Zudem ist Kingreen seit 2023 Mitglied im Aufsichtsrat der Agaplesion gAG.

## Trivia
Die verbreitete Bezeichnung eines Beschlusses des Bundesverfassungsgerichts vom 6. Dezember 2005 zum grundrechtlichen Anspruch auf Leistungen der Gesundheitsversorgung als „Nikolaus-Beschluss“ geht auf einen Aufsatz von Kingreen in der Neuen Juristischen Wochenschrift zurück.

## Publikationen (Auswahl)
- Die verfassungsrechtliche Stellung der nichtehelichen Lebensgemeinschaft im Spannungsfeld zwischen Freiheits- und Gleichheitsrechten, Berlin 1995 (Dissertation).
- Die Struktur der Grundfreiheiten des Europäischen Gemeinschaftsrechts, Berlin 1999.
- Das Sozialstaatsprinzip im europäischen Verfassungsverbund. Gemeinschaftsrechtliche Einflüsse auf das deutsche Recht der gesetzlichen Krankenversicherung, Tübingen 2003, (Habilitation).
- Gesundheitsdatenschutzrecht, Baden-Baden 2015 (gemeinsam mit Jürgen Kühling).
- Grundrechte. Staatsrecht II, 40. Aufl. 2024 (gemeinsam mit Ralf Poscher).
- Polizei- und Ordnungsrecht, 13. Aufl. 2024 (gemeinsam mit Ralf Poscher).
- Knappheit und Verteilungsgerechtigkeit im Gesundheitswesen, in: Veröffentlichungen der Vereinigung der deutschen Staatsrechtslehrer 70 (2011), S. 152–194.
- Vereinigte Staaten: Die Europäische Union im Lichte der Zäsuren des Föderalismus in den USA, Archiv des öffentlichen Rechts (AöR) 141 (2016), S. 485–550.
- Why Constitution matters – Verfassungsrechtswissenschaft in Zeiten der Corona-Krise, Juristenzeitung (JZ) 2020, 861–872, doi:10.1628/jz-2020-0290 (gemeinsam mit Hans-Michael Heinig, Oliver Lepsius, Christoph Möllers, Uwe Volkmann und Hinnerk Wißmann).
- Das Studium des Verfassungsrechts in der Pandemie, Juristische Ausbildung (JURA) 2020, 1019–1035, doi:10.1515/jura-2020-2602.
- Das gute alte Grundgesetz und wir Nachkonstitutionellen, Der Staat 59 (2020), 195–226.
- Woher weißt Du das? Eine Selbstbefragung in verfassungsrechtspraktischer Absicht, 2024.